# Chiesa di Santa Maria degli Angeli (Parma)
La chiesa di Santa Maria degli Angeli, detta anche dell'Addolorata, del Bambin Gesù o delle Cappuccine Nuove, è un luogo di culto cattolico dalle forme rinascimentali, situato in strada Luigi Carlo Farini 73, ad angolo con stradone Martiri della Libertà, a Parma, in provincia e diocesi di Parma.

## Storia
L'oratorio fu eretto per custodire la venerata immagine della Madonna degli Angeli che si trovava affrescata sulle mura della città di Parma, presso Porta nuova. La costruzione dell'edificio iniziò verso il 1562 a opera dell'architetto Giovanni Francesco Testa e il tempio fu solennemente inaugurato il 5 agosto 1569.
La chiesa fu inizialmente affidata a una confraternita, ma il 20 luglio 1686 il duca Ranuccio II Farnese, assieme con suor Lucia Ferrari da Guastalla, vi fondò un monastero di Clarisse Cappuccine.
L'immagine della Vergine degli Angeli fu trasferita il 14 luglio 1686 nel Duomo e la chiesa e il monastero vennero dedicate alla Beata Vergine Addolorata; la presenza di una venerata statuetta di Gesù bambino fa sì che la chiesa sia anche detta del Bambin Gesù o, per brevità, del Bambino.
Il monastero e l'annesso educandato furono soppressi nel 1810. Le cappuccine superstiti, assieme alle consorelle del dissolto monastero di Santa Maria della Neve (detto delle Cappuccine Vecchie) presso San Michele, ridiedero vita alla comunità nel 1814.

## Descrizione

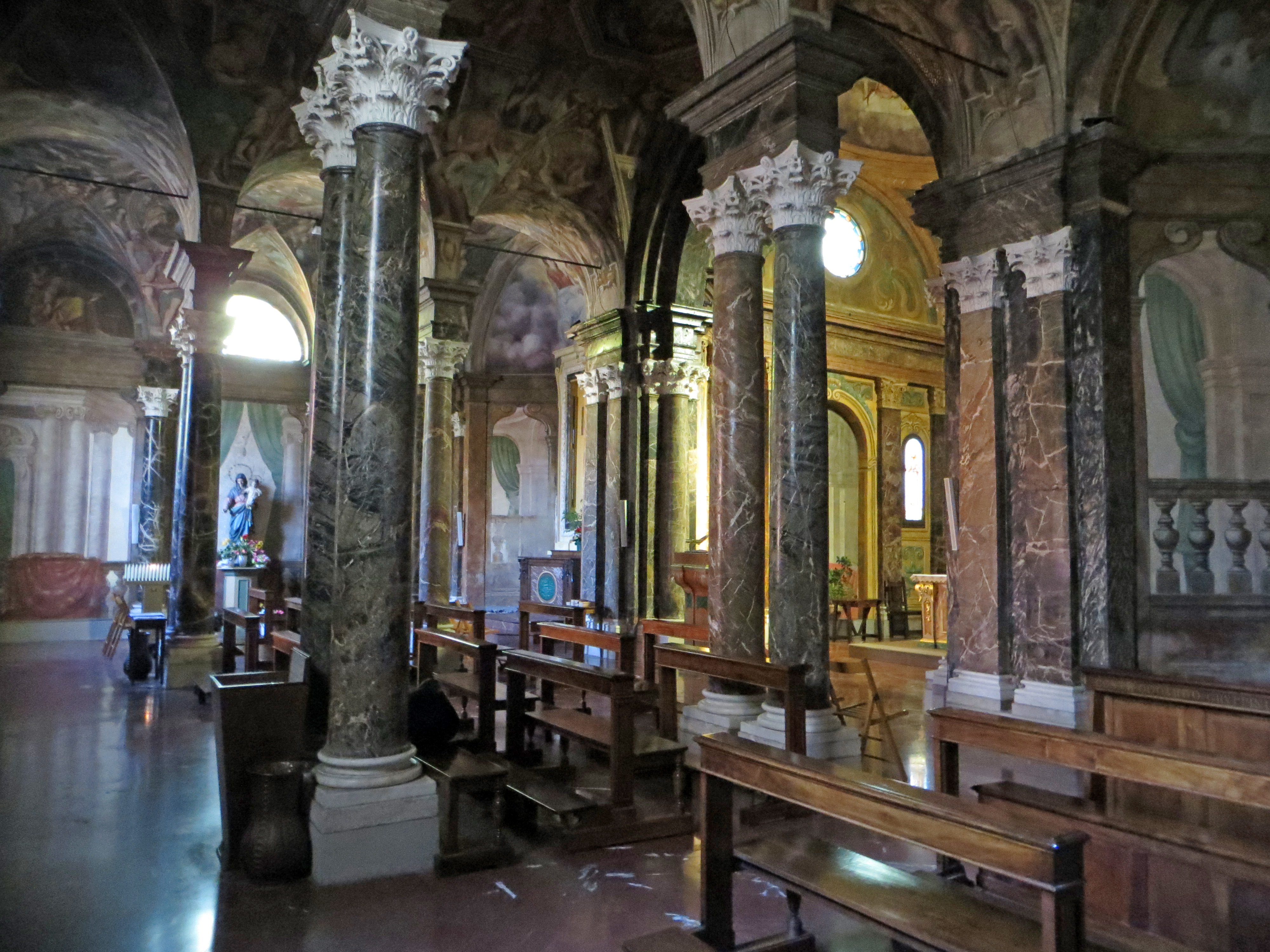
Interno

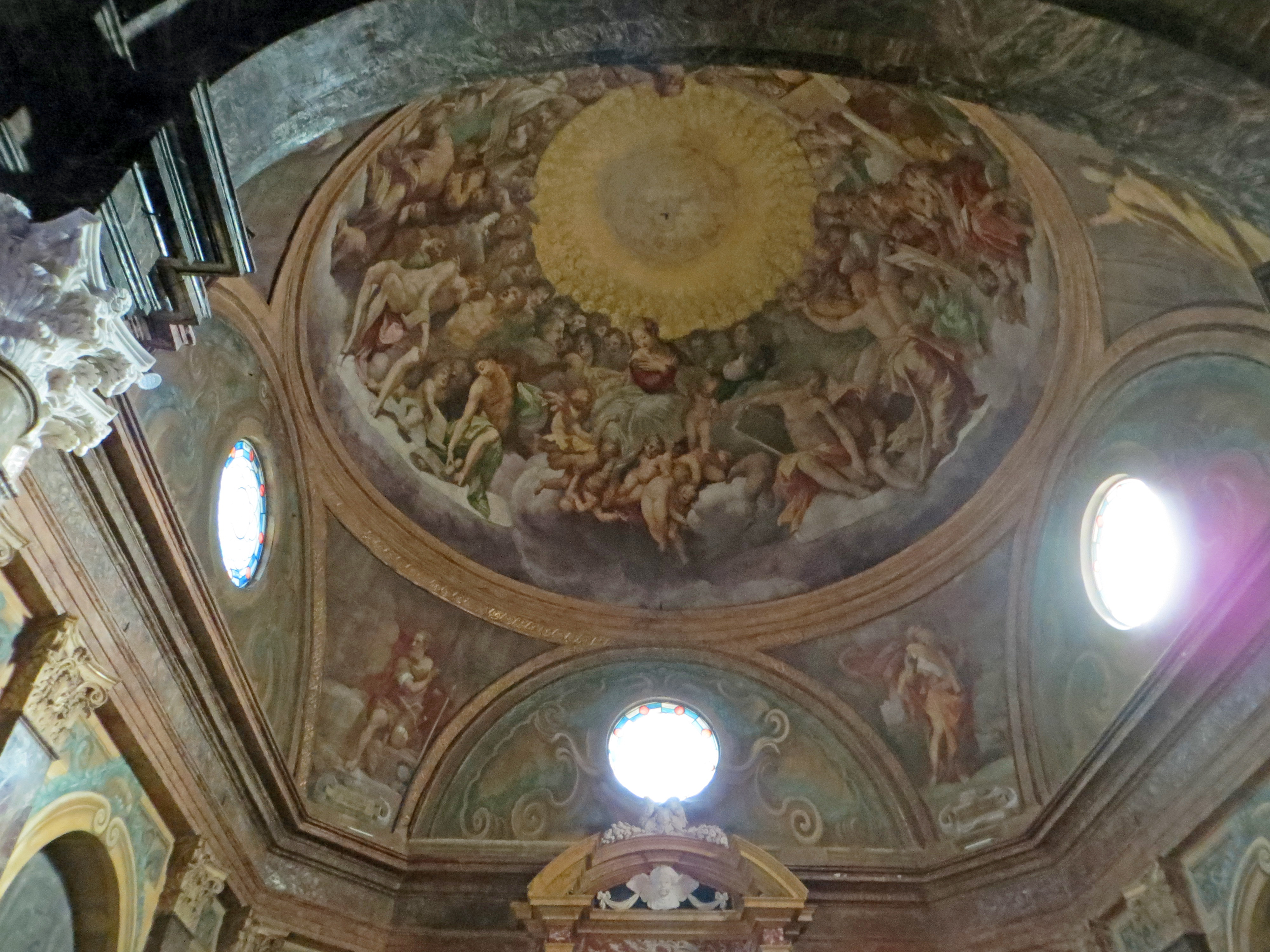
Cupola

La chiesa è a pianta rettangolare trasversale diviso in tre navate separate da colonne binate.
L'edificio è preceduto da un portico a tre fornici con archi a tutto sesto.
Gli affreschi della cupola (con l'Assunzione della Vergine) e dei pennacchi (con Ezechiele, Gedeone, Iesse e Mosè) furono realizzati a partire dal 1588 da Giovanni Battista Tinti; quelli sulle pareti delle navate, raffiguranti le storie di Cristo (a destra) e di Maria (a sinistra), sono opera dei fratelli Alessandro e Pier Antonio Bernabei.
La pala d'altare con la Pietà è del pittore veneto Sebastiano Ricci.